# Lesia Vasylenko
Lesia Volodymyrivna Vasylenko (en ucraniano: Леся Володимирівна Василенко; Kiev, 31 de marzo de 1987) es una política y abogada ucraniana que se desempeña como diputada popular de Ucrania en la Rada Suprema de Ucrania. Vasylenko es miembro de la delegación permanente de Ucrania en la Asamblea Parlamentaria del Consejo de Europa y presidenta de la Oficina de Mujeres Parlamentarias de la Unión Interparlamentaria. Es la fundadora de Yurydychna Sotnya («Cien legales»), una organización no gubernamental de derechos humanos que brinda asistencia a militares y veteranos.

## Primeros años y educación
Vasylenko nació en Kiev, hija de Volodímir Vasylenko, un activista de derechos humanos. Completó una maestría en derecho internacional en el Instituto de Relaciones Internacionales de la Universidad de Kiev y una maestría en Derecho en el University College de Londres.

## Carrera
Vasylenko trabajó como abogada corporativa. Al comienzo de la revolución Euromaidán en 2013, protestó con frecuencia en la Plaza de la Independencia. Después de visitar un hospital durante la guerra del Dombás en junio de 2014, Vasylenko se enteró de que los soldados heridos desconocían sus derechos a compensación. Muchos de los soldados con los que habló lucharon para pagar sus tratamientos médicos. En enero de 2015, fundó Yurydychna Sotnya («Cien legales»), una organización no gubernamental de derechos humanos que brinda asistencia a militares y veteranos. En 2016, el Kyiv Post nombró a Vasylenko como uno de los 30 mejores líderes jóvenes menores de 30 años.
En junio de 2019, se anunció que Vasylenko y Oleksandra Ustinova se unirían al partido Voz. En las elecciones parlamentarias de Ucrania de 2019, Vasylenko fue elegida diputada popular de Ucrania para la 9.ª Rada Suprema de Ucrania. Es miembro del Comité de la Rada Suprema sobre Política Ambiental y Gestión de la Naturaleza. Es miembro de la delegación permanente a la Asamblea Parlamentaria del Consejo de Europa (APCE), y miembro de la delegación parlamentaria de Ucrania ante la Unión Interparlamentaria, donde se desempeña como presidenta de su Oficina de Mujeres Parlamentarias. Es copresidenta del grupo de relaciones interparlamentarias con el Reino Unido. El 12 de diciembre de 2019, Vasylenko se unió a Humanna krayina («País humano») una asociación interfaccional para promover los valores humanísticos y prevenir la crueldad hacia los animales.
Durante la invasión rusa de Ucrania de 2022, Vasylenko se armó con varias armas para proteger a su familia. Ella dijo el 26 de febrero de 2022 que el ejército ruso estaba atacando a civiles ucranianos para hacer que el país se rindiera. El 1 de marzo, Vasylenko evacuó a sus tres hijos de su hogar en Kiev. El 4 de marzo, dijo que la invasión fue el comienzo de la Tercera Guerra Mundial.